# الدوري السويدي الدرجة الثانية 1979
الدوري السويدي الدرجة الثانية 1979 (بالسويدية: Division II i fotboll 1979)‏ هو موسم من الدوري السويدي الدرجة الثانية. فاز فيه نادي براغي.